# Campeonato Mineiro de Voleibol Feminino de 2024
O Campeonato Mineiro de Voleibol Feminino de 2024 será a quadragésima oitava edição desta competição, organizada pela Federação Mineira de Vôlei. Participarão do torneio quatro equipes, duas de Belo Horizonte, uma de Uberlândia, e uma equipe convidada de Taguatinga. Acontecerá no período de 20 de setembro a 05 de outubro de 2024. A primeira fase terá todos os jogos realizados no Ginásio do SESI Taguatinga, em Taguatinga, fase esta equivalente a Copa Brasília. A fase final ocorrerá no Ginásio Oranides Borges do Nascimento, em Uberlândia..
As partidas serão transmitidas pela Rede Minas de televisão, e na internet pelo canal de Youtube do O Tempo Sports.
O Dentil Praia Clube venceu a fase classificatória que também correspondeu a Copa Brasília. Na fase final, o Gerdau Minas conquistou seu nono título estadual ao derrotar na final o Dentil Praia Clube. Completando o pódio o Batavo Mackenzie venceu o Brasília Vôlei na disputa pelo bronze.

## Sistema de Disputa
O campeonato será disputado em duas fases. Na primeira fase, as quatro equipes se enfrentam em turno único. As quatro equipes passam para a fase final, a colocação da primeira fase determinará o chaveamento da fase semifinal.

## Equipes Participantes
Equipes que disputam a Campeonato Mineiro de Voleibol Feminino de 2024:
| Equipe            | Cidade         | Última participação | Mineiro 2023 |
| ----------------- | -------------- | ------------------- | ------------ |
| Praia Clube       | Uberlândia     | Mineiro 2023        | 1º           |
| Minas Tênis Clube | Belo Horizonte | Mineiro 2023        | 2º           |
| Brasília Vôlei    | Taguatinga     | Mineiro 2023        | 3º           |
| Mackenzie         | Belo Horizonte | Mineiro 2023        | 4º           |

## Primeira Fase

### Classificação
- Vitória por 3 sets a 0 ou 3 a 1: 3 pontos para o vencedor;
- Vitória por 3 sets a 2: 2 pontos para o vencedor e 1 ponto para o perdedor.
- Em caso de igualdade por pontos, os seguintes critérios servem como desempate: número de vitórias, média de sets e média de pontos.

|  |                                                                    |
|  | Classificados para as semifinais                                   |
|  | Campeão da Copa Brasília de 2024 e classificado para as semifinais |

|     |                   |     | Jogos | Jogos | Jogos | Resultados | Resultados | Resultados | Resultados | Resultados | Resultados | Sets | Sets | Sets  | Pontos | Pontos | Pontos |
| Pos | Equipe            | Pts | T     | V     | D     | 3–0        | 3–1        | 3–2        | 2–3        | 1–3        | 0–3        | V    | P    | R     | V      | P      | R      |
| --- | ----------------- | --- | ----- | ----- | ----- | ---------- | ---------- | ---------- | ---------- | ---------- | ---------- | ---- | ---- | ----- | ------ | ------ | ------ |
| 1   | Praia Clube       | 8   | 3     | 3     | 0     | 0          | 2          | 1          | 0          | 0          | 0          | 9    | 4    | 2.250 | 294    | 261    | 1.126  |
| 2   | Minas Tênis Clube | 7   | 3     | 2     | 1     | 1          | 1          | 0          | 1          | 0          | 0          | 8    | 4    | 2,000 | 273    | 254    | 1.075  |
| 3   | Mackenzie         | 3   | 3     | 1     | 2     | 0          | 1          | 0          | 0          | 2          | 0          | 5    | 7    | 0.714 | 256    | 288    | 0.889  |
| 4   | Brasília Vôlei    | 0   | 3     | 0     | 3     | 0          | 0          | 0          | 0          | 1          | 2          | 1    | 9    | 0.111 | 232    | 252    | 0.921  |

Tabela de jogos
| 20 de setembro de 2024 17:30 Relatório | Minas Tênis Clube | 3 — 1                   | Mackenzie   | Ginásio do SESI Taguatinga, Taguatinga Árbitro(s): DF Cinthya Cavalcante DF Antônio Carlos Alves da Conceição |
| 20 de setembro de 2024 17:30 Relatório | 25 24 26 25       | Set 1 Set 2 Set 3 Set 4 | 23 26 24 19 | Ginásio do SESI Taguatinga, Taguatinga Árbitro(s): DF Cinthya Cavalcante DF Antônio Carlos Alves da Conceição |

| 20 de setembro de 2024 20:00 Relatório | Praia Clube | 3 — 1                   | Brasília Vôlei | Ginásio do SESI Taguatinga, Taguatinga Árbitro(s): DF George Hideyuki Kuroki Júnior DF Clodomiro Vitorino Leite |
| 20 de setembro de 2024 20:00 Relatório | 18 25       | Set 1 Set 2 Set 3 Set 4 | 25 19 20 19    | Ginásio do SESI Taguatinga, Taguatinga Árbitro(s): DF George Hideyuki Kuroki Júnior DF Clodomiro Vitorino Leite |

| 21 de setembro de 2024 17:00 Relatório | Praia Clube | 3 — 1                   | Mackenzie   | Ginásio do SESI Taguatinga, Taguatinga Árbitro(s): DF Antônio Carlos Alves da Conceição DF Cinthya Cavalcante |
| 21 de setembro de 2024 17:00 Relatório | 23 25       | Set 1 Set 2 Set 3 Set 4 | 25 14 23 18 | Ginásio do SESI Taguatinga, Taguatinga Árbitro(s): DF Antônio Carlos Alves da Conceição DF Cinthya Cavalcante |

| 21 de setembro de 2024 19:30 Relatório | Minas Tênis Clube | 3 — 0             | Brasília Vôlei | Ginásio do SESI Taguatinga, Taguatinga Árbitro(s): DF Clodomiro Vitorino Leite DF Antônio Carlos Alves da Conceição |
| 21 de setembro de 2024 19:30 Relatório | 25                | Set 1 Set 2 Set 3 | 19 18 22       | Ginásio do SESI Taguatinga, Taguatinga Árbitro(s): DF Clodomiro Vitorino Leite DF Antônio Carlos Alves da Conceição |

| 22 de setembro de 2024 13:30 Relatório | Brasília Vôlei | 1 — 3                   | Mackenzie | Ginásio do SESI Taguatinga, Taguatinga Árbitro(s): DF Clodomiro Vitorino Leite DF Marcos Jardim |
| 22 de setembro de 2024 13:30 Relatório | 23 25 21       | Set 1 Set 2 Set 3 Set 4 | 25 19 25  | Ginásio do SESI Taguatinga, Taguatinga Árbitro(s): DF Clodomiro Vitorino Leite DF Marcos Jardim |

| 22 de setembro de 2024 16:00 Relatório | Minas Tênis Clube | 2 — 3                         | Praia Clube | Ginásio do SESI Taguatinga, Taguatinga Árbitro(s): DF Marlon Barreto DF Antônio Carlos Alves da Conceição |
| 22 de setembro de 2024 16:00 Relatório | 22 16 25 10       | Set 1 Set 2 Set 3 Set 4 Set 5 | 25 16 22 15 | Ginásio do SESI Taguatinga, Taguatinga Árbitro(s): DF Marlon Barreto DF Antônio Carlos Alves da Conceição |

## Fase final
As partidas seriam disputadas no Ginásio Oranides Borges do Nascimento, em Uberlândia, após fortes chuvas o teto do ginásio sofreu sérias avarias, transferindo toda programa dos jogos para Ginásio Homero Santos - UTC, na mesma cidade.
|  | Semifinal         | Semifinal         |                  |   | Final | Final |
|  |                   |                   |                  |   |       |       |
|  | 4 out – 18:00     |                   |                  |   |       |       |
|  |                   |                   |                  |   |       |       |
|  | Praia Clube       | 3                 |                  |   |       |       |
|  | Praia Clube       | 3                 | 5 out – 19:30    |   |       |       |
|  | Brasília Vôlei    | 0                 |                  |   |       |       |
|  | Brasília Vôlei    | 0                 | Praia Clube      | 0 |       |       |
|  | 4 out – 20:00     |                   | Praia Clube      | 0 |       |       |
|  |                   | Minas Tênis Clube | 3                |   |       |       |
|  | Minas Tênis Clube | Minas Tênis Clube | 3                | 3 |       |       |
|  | Minas Tênis Clube |                   |                  | 3 |       |       |
|  | Mackenzie         | 2                 |                  |   |       |       |
|  | Mackenzie         | 2                 | Decisão 3º lugar |   |       |       |
|  |                   |                   |                  |   |       |       |
|  | 5 out – 17:00     |                   |                  |   |       |       |
|  |                   |                   |                  |   |       |       |
|  | Brasília Vôlei    | 2                 |                  |   |       |       |
|  | Brasília Vôlei    | 2                 |                  |   |       |       |
|  | Mackenzie         | 3                 |                  |   |       |       |

### Semifinais
| 4 de outubro de 2024 18:00 Relatório | Praia Clube | 3 — 0             | Brasília Vôlei | Ginásio Homero Santos - UTC, Uberlândia Árbitro(s): MG Sérgio Henrique Barbosa Silva MG Edilaine Aparecida Soares |
| 4 de outubro de 2024 18:00 Relatório | 25          | Set 1 Set 2 Set 3 | 14 23 16       | Ginásio Homero Santos - UTC, Uberlândia Árbitro(s): MG Sérgio Henrique Barbosa Silva MG Edilaine Aparecida Soares |

| 4 de outubro de 2024 20:00 Relatório | Minas Tênis Clube | 3 — 2                         | Mackenzie  | Ginásio Homero Santos - UTC, Uberlândia Árbitro(s): MG Paulo Henrique de Moura MG Renato Ferreira Diniz |
| 4 de outubro de 2024 20:00 Relatório | 25 20 15 25 15    | Set 1 Set 2 Set 3 Set 4 Set 5 | 15 25 21 6 | Ginásio Homero Santos - UTC, Uberlândia Árbitro(s): MG Paulo Henrique de Moura MG Renato Ferreira Diniz |

### Terceiro lugar
| 5 de outubro de 2024 17:00 Relatório | Brasília Vôlei | 2 — 3                         | Mackenzie   | Ginásio Homero Santos - UTC, Uberlândia Árbitro(s): MG Jeferson David Almeida MG Paulo Henrique de Moura |
| 5 de outubro de 2024 17:00 Relatório | 21 19 25 11    | Set 1 Set 2 Set 3 Set 4 Set 5 | 25 18 22 15 | Ginásio Homero Santos - UTC, Uberlândia Árbitro(s): MG Jeferson David Almeida MG Paulo Henrique de Moura |

### Final
| 5 de outubro de 2024 19:30 Relatório | Praia Clube | 0 — 3             | Minas Tênis Clube | Ginásio Homero Santos - UTC, Uberlândia Árbitro(s): MG Marcos Roberto Santos Menezes MG Anderson de Souza Estefe |
| 5 de outubro de 2024 19:30 Relatório | 15 21       | Set 1 Set 2 Set 3 | 25                | Ginásio Homero Santos - UTC, Uberlândia Árbitro(s): MG Marcos Roberto Santos Menezes MG Anderson de Souza Estefe |

## Classificação final
| Classficação | Equipe            |
| ------------ | ----------------- |
| 1            | Minas Tênis Clube |
| 2            | Praia Clube       |
| 3            | Mackenzie         |
| 4            | Brasília Vôlei    |

## Premiações
| Campeonato Mineiro de 2024            |
| ------------------------------------- |
| Minas Tênis Clube Campeão (9º título) |